# Centrale de la Sarcelle
La centrale de la Sarcelle est une centrale hydroélectrique et un barrage en construction depuis 2008 sur la rivière Eastmain par la Société d'énergie de la Baie James pour le compte d'Hydro-Québec, à 300 km au nord de Nemiscau, dans la région administrative du Nord-du-Québec, au Québec. Cette centrale aura une puissance installée de 150 MW. Le premier groupe de 50 MW  a été mis en service le 5 avril 2013.
La construction de cet aménagement hydroélectrique et de la centrale Eastmain-1-A s'inscrivent dans le cadre du projet de dérivation partielle de la rivière Rupert.